# Китна
Китна (болг. Китна) — село в Болгарии. Находится в Кырджалийской области, входит в общину Кирково. Население составляет 214 человек.

## Политическая ситуация
В местном кметстве Китна, в состав которого входит Китна, должность кмета (старосты) исполняет Юсеин Хасан Али (Движение за права и свободы (ДПС)) по результатам выборов правления кметства.
Кмет (мэр) общины Кирково — Шукран Кязим Идриз (Движение за права и свободы (ДПС)) по результатам выборов в правление общины.